# مارفن أش
مارفن أش (بالإنجليزية: Marvin Ash)‏ هو عازف بيانو أمريكي، ولد في 4 أكتوبر 1914 في لامار في الولايات المتحدة، وتوفي في 21 سبتمبر 1974 في لوس أنجلوس في الولايات المتحدة.